# Jacques Curie
Paul-Jacques Curie (París, Francia, 29 de octubre de 1855 - Montpellier, Francia, 19 de febrero de 1941) fue un físico francés y profesor de la Universidad de Montpellier.

## Vida
Jacques fue el primogénito de Eugene Curie (1827-1910) y su esposa Sophie-Claire Depouilly (1832-1897). Al igual que su hermano menor Pierre (1859 -1906) fue educado por sus padres y no asistió a la escuela. Durante sus estudios trabajó como asistente de Alfred Riche (1829-1908) y Emile Jungfleisch (1839-1916). Posteriormente, tras su graduación pasó a ser ayudante de laboratorio de Charles Friedel. Fue entonces cuando comenzó una fructífera colaboración con su hermano Pierre.
En 1896 se casó con Virginie Masson, con la cual tenía dos hijos: Madeleine (París, 7 de noviembre de 1886-1988) y Maurice (París, 12 de octubre de 1888-1946) que también fue profesor de física.

## Obra
Durante la colaboración con su hermano inventaron el electroscopio, que más tarde serviría a Pierre y Marie Curie en las investigaciones que les llevaron a descubrir el polonio y el radio.
Posteriormente descubrieron la piezoelectricidad, es decir, el fenómeno por el cual al comprimir un cristal se genera un potencial eléctrico. Luego ambos hermanos demostraron el efecto contrario: que los cristales se pueden deformar cuando se someten a un potencial. También descubrieron la temperatura de Curie, temperatura por encima de la cual un cuerpo ferromagnético pierde su magnetismo, comportándose como un material puramente paramagnético.
Su colaboración finalizó cuando Jacques se mudó a Montpellier para trabajar en su universidad en el área de mineralogía. Defendió su tesis doctoral el 30 de junio de 1888 sobre la conductivada de los cristales. Se retiró en 1925.
- Datos: Q950605